# 91898 Margnetti
91898 Margnetti este un asteroid din centura principală de asteroizi.

## Descriere
91898 Margnetti este un asteroid din centura principală de asteroizi. A fost descoperit pe 8 noiembrie 1999 la Gnosca de Stefano Sposetti. Asteroidul prezintă o orbită caracterizată de o semiaxă mare de 2,97 ua, o excentricitate de 0,12 și o înclinație de 4,6° în raport cu ecliptica.